# Четвериков, Николай Сергеевич (хоккеист)
Николай Сергеевич Четвериков (род. 13 марта 1955, Ликино-Дулёво, Московская область) — российский хоккеист, защитник. Мастер спорта СССР.

## Биография
В первенстве СССР дебютировал в сезоне 1973/74 в команде второй лиги «Кристалл» Электросталь. В 1974 году перешёл в московское «Динамо», где провёл два сезона. Затем выступал за команды первой лиги «Дизелист» Пенза (1976/77), «Динамо» Минск (1976/77 — 1979/80), «Локомотив» Москва (1979/80 — 1982/83, последний сезон перед расформированием — во второй лиге).
Скончался в 2006 году в возрасте 50 лет.